# Hrabstwo Concho

Piramida wieku hrabstwa

Hrabstwo Concho – hrabstwo w Stanach Zjednoczonych, położone w centralnej części stanu Teksas, na płaskowyżu Edwardsa. Największym miastem w hrabstwie jest Eden, jednak siedzibą władz hrabstwa jest miejscowość Paint Rock. Nieco ponad 35% mieszkańców to kobiety.
Hrabstwo utworzono w 1858 roku poprzez wydzielenie terytorium z Bexar Land Distric oraz z Travis Land Distric, jednak ostateczny, obecny kształt uzyskało dopiero w 1879 roku. Nazwa hrabstwa pochodzi od nazwy rzeki - Concho River (hiszp. muszla), której nazwę nadali hiszpańscy odkrywcy po znalezieniu dużej liczny muszli nad brzegami. Rzeka Concho River jest dopływem Colorado. Rzeka Concho wpływa do olbrzymiego zbiornika retencyjnego O.H. Ivie Lake leżącego na północno-wschodnich krańcach hrabstwa a powstałego po zbudowaniu tamy na rzece Colorado.

## Sąsiednie hrabstwa
- Hrabstwo Runnels (północ)
- Hrabstwo Coleman (północny zachód)
- Hrabstwo McCulloch (wschód)
- Hrabstwo Menard (południe)
- Hrabstwo Tom Green (zachód)

## Gospodarka
74% areału gospodarstw stanowią pastwiska, 23% to uprawy i 2% to obszary leśne.
- hodowla owiec i kóz (14. miejsce w stanie)[5]
- uprawa bawełny, pszenicy, sorgo i jęczmienia[5]
- wydobycie ropy naftowej i gazu ziemnego[6]
- 25% mieszkańców zatrudnionych w handlu detalicznym[7]
- hodowla bydła[5].

## Demografia
- biali nielatynoscy – 53,9%
- Latynosi – 31,5%
- czarni lub Afroamerykanie – 12,6%
- Azjaci – 1,6%
- rdzenni Amerykanie – 1,1%[3].

## Główne drogi
Przez teren hrabstwa przebiegają między innymi dwie drogi krajowe i dwie stanowe:
- U.S. Route 83
- U.S. Route 87
- Droga stanowa nr 153
- Droga stanowa nr 206